# 무한궤도 (밴드)
무한궤도는 대한민국의 음악 그룹이다. 1988년 신해철을 리더로 한 대학생 밴드로 데뷔했다.

## 역사
무한궤도의 결성시기는 신해철이 대학에 입학한 1987년에서부터 무한궤도가 대학가요제에 출전한 1988년 12월의 그 어느 중간 쯤으로 추정된다. 무한궤도의 멤버들은 당시 서강대학교 재학생이던 신해철을 비롯하여 타 대학에 다니던 신해철의 오랜 친구들이었다. 무한궤도는 결성 이후 언더그라운드에서 활동해오다가, 밴드의 진로/활로를 고민하는 시기를 맞게 되었는데, 그 시기 팀에서 베이스를 맡고 있던 양두현이 탈퇴를 하고 일리노이 주립대로 유학을 떠났다. 이후 조형곤이 2대 베이시스트로 영입되었고, 한 멤버가 대학가요제 출전을 제의함에 따라 멤버들 간의 갑론을박을 거쳐 출전을 결정하였다. 한편 신해철은 그의 고교시절 밴드 동료들이 결성한 아기천사라는 팀의 요청으로, 대학가요제에 앞서 개최되었던 제9회 MBC 강변가요제에 〈슬픈표정 하지 말아요〉라는 곡으로 출전하여 본선까지 올라갔다가 결선에서는 탈락하고 만다. 그 후 그는 강변가요제의 출전 경험을 바탕으로 가요제의 특성에 대해 연구하게 되었고, 같은 해 12월 24일 잠실 체조경기장에서 열린 MBC 대학가요제에 참가한 무한궤도는 〈그대에게〉라는 곡으로 대상을 수상하였다.
1989년에 신해철은 미스코리아 장윤정과 함께 MBC FM 《하나 둘 셋 우리는 하이틴》의 공동 DJ가 되었다. 그 후 무한궤도는 대학가요제 심사를 맡기도 했던 가수 조용필의 소개로 매니지먼트사와 계약을 하게 되었고, 팀의 방향을 세 명의 키보드가 존재하는 구성으로 정하고 제9회 강변가요제의 또 다른 참가팀이었던 '실험실'의 키보디스트 정석원을 팀에 제 3의 키보디스트 멤버로 영입하여 데뷔작이자 마지막 앨범이 된 《우리 앞의 생이 끝나갈때》를 발표한다.

### 그룹 해체로 인한N.EX.T,015B의 결성
멤버들의 입장 차이로 인해 기존 멤버 조형곤, 조현문, 김재홍, 조현찬이 탈퇴하고 그들을 대체하기 위해 드러머 이동규, 기타리스트 정기원(장호일), 베이시스트 김재성이 새로이 합류했지만 결국 무한궤도는 해체되었다. 신해철은 솔로 앨범을 발표한 뒤 1992년에는 드러머 이동규, 기타리스트 정기송과 록 밴드인 N.EX.T를 결성하였고, 무한궤도로 신해철과 대학가요제에 출전한 멤버였던 조형곤, 조현찬은 당시 세션 멤버였던 정석원, 그리고 그의 친형인 장호일과 함께 015B를 결성하였다.
015B는 무한궤도의 이니셜로 무(無)의미인 0, 한(유한)의미인 1, Orbit(궤도) O, B를 이니셜도 차용했다는 설도 있고, 2집 자켓에서 공일오비를 한자 "空一烏飛"를 사용한 것으로 보아 '공중에 한마리 까마귀가 날다'라는 뜻일수 있음을 드러냈지만 특별히 못박아 언급한 적은 없다.

### 무한궤도 출신 멤버들의 현재 근황
조현문은 하버드 로스쿨을 졸업한 뒤 뉴욕 유명 로펌 변호사가 되었다가 귀국후 효성그룹 부사장으로 재임도중 다시 회사를 떠나 변호사로 재직하고 있고, 김재홍은 서울대 치대 출신으로 치과의사가 되었으며 2005년부터는 동료 치과의사들과 '이빨스'라는 직장인 밴드를 결성해 활동하고 있다. 조현찬은 국제금융공사에서 재직 중이며, 양두현은 로펌 변호사가 되었다. 신해철은 무한궤도의 원년멤버인 이 네 명과 함께 무한궤도 동창회라는 모임을 갖고 있다.그러나 2014년 10월 27일 오후 8시 의료사고로 인해 사망하였다. 그 외에 조형곤은 백석대학교 실용음악과 겸임교수로 재직했으며, 2020년 7월 25일 사망하였다.

### 역대 멤버
| 활동 기간                 | 라인업 | 발매작                                     |
| ------------------------- | --- | ------------------------------------------ |
| 대학가요제 출전 이전(1기) | - 신해철(서강대학교): 리더, 보컬, 기타 - 양두현(서강대학교): 베이스 - 김재홍 & 조현문(서울대학교): 키보드 - 조현찬(연세대학교): 드럼 |                                            |
| 대학가요제 출전(2기)      | - 신해철: 리더, 보컬, 기타 - 조형곤(연세대학교): 베이스 - 김재홍 & 조현문: 키보드 - 조현찬: 드럼                                     | 《88대학가요제 음반》(1988) - 〈그대에게〉 |
| 무한궤도 1집(3기)         | - 신해철: 리더, 보컬, 기타 - 조형곤: 베이스 - 김재홍 & 조현문 & 정석원(서울대학교): 키보드 - 조현찬: 드럼                            | 《우리 앞의 생이 끝나갈때》(1989)          |
| 1집 발매 이후(4기)        | - 신해철: 리더, 보컬, 기타 - 정기원(서울대학교): 기타 - 김재성: 베이스 - 정석원: 키보드 - 이동규(경희대학교): 드럼                   |                                            |

## 디스코그라피

### 정규 음반
- 우리 앞의 생이 끝나갈때 (1989)

### 컴필레이션 음반
- 88대학가요제 음반 (1988) - 〈그대에게〉

### 내용주
1. ↑  처음부터 3인 키보드는 아니었고 조현문은 유학, 김재홍은 탈퇴를 앞두게 되어 정석원 영입, 그러나 둘 다 남아 버리면서 졸지에 3명이 된 것.

### 참조주
1. 1 2  강지훈 (2007년 11월 24일). “'아이돌에서 마왕으로', 신해철의 20년”. 마이데일리.
2. ↑  신해철; 지승호 (2008년 3월 7일). 《신해철의 쾌변독설》. 서울: 부엔리브로. ISBN 978-89-959682-3-9.
3. ↑  동아일보 (1989년 10월 3일). “그룹 무한궤도 신곡데뷔, 작년 MBC가요제 대상”. 동아일보.
4. ↑  정석원의 친형.
5. ↑  김재홍의 동생.
6. ↑  코메디닷컴 (2011년 4월 15일). “치과의사 밴드 ‘이빨스’, 악기 든 사연?”. 코메디닷컴.
7. ↑  이상훈 (2011년 10월 24일). “‘무한궤도’ 드러머 출신 조현찬 씨, 국제금융공사 멘토로 대학생들 앞에 서다”. 동아일보.
8. ↑  이은정 (2007년 1월 30일). “신해철 "무한궤도 멤버와 음반 내고 싶어"”. 연합뉴스.